# 小川信用金庫
小川信用金庫（おがわしんようきんこ）は、かつて埼玉県に存在した信用金庫。略称はおがしん。統一金融機関コードは1254。

## 概要
本店は比企郡小川町に置かれていたが、川越市にも本部を設置し、東武鉄道東上線沿線を中心に店舗を展開していた。埼玉県内の大半の市町村が埼玉銀行（協和埼玉銀行・あさひ銀行を経て、現・埼玉りそな銀行）を指定金融機関としていたにも関わらず、解散するまで比企郡小川町・嵐山町の指定金融機関でもあった。
最盛期には埼玉県内の信用金庫としては埼玉縣信用金庫に次いで第二位の規模を誇っていたが、ゴルフ場を中心とした不動産事業への大口融資に偏重した結果、1999年（平成11年）11月12日に経営破綻を来し、2001年（平成13年）1月9日に埼玉縣信用金庫に営業を全部譲渡して解散した。

## 沿革
- 1948年（昭和23年） - 小川信用組合設立。
- 1951年（昭和26年） - 信用金庫法に基づき、小川信用金庫となる。
- 1999年（平成11年）11月12日 - 経営破綻が表面化。
- 2001年（平成13年）1月9日 - 埼玉縣信用金庫に営業を全部譲渡して解散。